# Eritrichium pseudolatifolium
Eritrichium pseudolatifolium är en strävbladig växtart som beskrevs av Mikhail Grigoríevič Popov. Eritrichium pseudolatifolium ingår i släktet Eritrichium och familjen strävbladiga växter. Inga underarter finns listade i Catalogue of Life.